# Reggina 1914
Reggina 1914 (voorheen Reggina Calcio) is een Italiaanse voetbalclub uit Reggio Calabria, opgericht in 1914 en uitkomend in de Serie B. De club speelt zijn thuiswedstrijden in het Stadio Oreste Granillo.
De club werd opgericht als "Urbs Sportiva Reggina 1914". Vervolgens werd de naam diverse malen veranderd: S.C. Reggio, Reggio F.B.C., A.S. Reggina, S.S. La Dominante, A.S. Reggina, Reggina Calcio, wederom Urbs Sportiva Reggina 1914 en uiteindelijk kortweg Reggina 1914.
In 1999 promoveerde de club naar de Serie A, degradeerde twee jaar later weer, maar in 2002 promoveerde de club meteen weer. Ook in het seizoen 2005/6 presteert deze club uit de Mezzogiorno het om niet te degraderen. De club was betrokken bij het omkoopschandaal en moest in 2006/2007 de Serie A spelen met 15 strafpunten, wat lijfsbehoud zéér moeilijk maakt. Toch slaagde Reggina tegen alle verwachtingen in, zich te redden in de hoogste Italiaanse klasse.
In 2020 promoveerde Reggina terug naar de Serie B. De club werd voor het seizoen 2023/24 uitgesloten van de Serie B, en teruggezet naar de Serie D, vanwege het niet nakomen van financiële verplichtingen.

## Eindklasseringen
- 1946 7e
Serie C
- 1947 3e
Serie C
- 1948 2e
Serie C
- 1949 3e
Serie C
- 1950 3e
Serie C
- 1951 12e
Serie C
- 1952 17e
Serie C
- 1953 12e
n4
- 1954 3e
n4
- 1955 9e
n4
- 1956 1e
n4
- 1957 9e
Serie C
- 1958 11e
Serie C
- 1959 9e
Serie C
- 1960 15e
Serie C
- 1961 7e
Serie C
- 1962 7e
Serie C
- 1963 9e
Serie C
- 1964 4e
Serie C
- 1965 1e
Serie C
- 1966 4e
Serie C
- 1967 9e
Serie B
- 1968 9e
Serie B
- 1969 5e
Serie B
- 1970 6e
Serie B
- 1971 8e
Serie B
- 1972 16e
Serie B
- 1973 16e
Serie B
- 1974 18e
Serie B
- 1975 8e
Serie C
- 1976 7e
Serie C
- 1977 3e
Serie C
- 1978 3e
Serie C
- 1979 5e
Serie C1
- 1980 3e
Serie C1
- 1981 4e
Serie C1
- 1982 10e
Serie C1
- 1983 13e
Serie C1
- 1984 1e
Serie C2
- 1985 14e
Serie C1
- 1986 2e
Serie C2
- 1987 6e
Serie C1
- 1988 3e
Serie C1
- 1989 5e
Serie B
- 1990 6e
Serie B
- 1991 18e
Serie B
- 1992 8e
Serie C1
- 1993 9e
Serie C1
- 1994 2e
Serie C1
- 1995 1e
Serie C1
- 1996 14e
Serie B
- 1997 10e
Serie B
- 1998 6e
Serie B
- 1999 4e
Serie B
- 2000 11e
Serie A
- 2001 15e
Serie A
- 2002 3e
Serie B
- 2003 14e
Serie A
- 2004 13e
Serie A
- 2005 10e
Serie A
- 2006 13e
Serie A
- 2007 14e
Serie A
- 2008 15e
Serie A
- 2009 19e
Serie A
- 2010 12e
Serie B
- 2011 6e
Serie B
- 2012 10e
Serie B
- 2013 17e
Serie B
- 2014 21e
Serie B
- 2015 19e
Prima Divisione
- 2016 4e
Serie D
- 2017 13e
Prima Divisione
- 2018 15e
Serie C
- 2019 7e
Serie C
- 2020 1e
Serie C
- 2021 11e
Serie B
- 2022 14e
Serie B
- 2023 7e
Serie B
- 2024 4e
Serie D
- 2025 2e
Serie D

- Serie A
- Serie B
- Serie C
- Prima Divisione
- Seconda Divisione
- Serie D
- n4

## Resultaten per seizoen
| Seizoen | Competitie        | Niveau | Eindstand | Coppa Italia | Opmerking                                                               |
| ------- | ----------------- | ------ | --------- | ------------ | ----------------------------------------------------------------------- |
| 2000/01 | Serie A           | I      | 15        | 2e ronde     |                                                                         |
| 2001/02 | Serie B           | II     | 3         | 3e groep 4   |                                                                         |
| 2002/03 | Serie A           | I      | 14        | 8e finale    |                                                                         |
| 2003/04 | Serie A           | I      | 13        | 8e finale    |                                                                         |
| 2004/05 | Serie A           | I      | 10        | 2e ronde     |                                                                         |
| 2005/06 | Serie A           | I      | 13        | 2e ronde     |                                                                         |
| 2006/07 | Serie A           | I      | 14        | 8e finale    |                                                                         |
| 2007/08 | Serie A           | I      | 15        | 8e finale    |                                                                         |
| 2008/09 | Serie A           | I      | 19        | 8e finale    |                                                                         |
| 2009/10 | Serie B           | II     | 12        | 4e ronde     |                                                                         |
| 2010/11 | Serie B           | II     | 6         | 4e ronde     | halve finale promotieserie                                              |
| 2011/12 | Serie B           | II     | 10        | 3e ronde     |                                                                         |
| 2012/13 | Serie B           | II     | 17        | 8e finale    |                                                                         |
| 2013/14 | Serie B           | II     | 21        | 4e ronde     |                                                                         |
| 2014/15 | Lega Pro Girone C | III    | 19        | 1e ronde     | verliezer play-outs                                                     |
| 2015/16 | Serie D Girone I  | IV     | 6         | --           | halve finale promotieserie                                              |
| 2016/17 | Lega Pro Girone C | III    | 13        | --           |                                                                         |
| 2017/18 | Serie C Girone C  | III    | 15        | --           |                                                                         |
| 2018/19 | Serie C Girone C  | III    | 7         | 2e groep M   | 2e ronde promotieserie                                                  |
| 2019/20 | Serie C Girone C  | III    | 1         | 2e ronde     |                                                                         |
| 2020/21 | Serie B           | II     | 11        | 3e ronde     |                                                                         |
| 2021/22 | Serie B           | II     | 14        | 1e ronde     |                                                                         |
| 2022/23 | Serie B           | II     | 7         | 2e ronde     | uitgesloten van Serie B vanwege niet nakomen financiële verplichtingen. |
| 2023/24 | Serie D           | IV     | 4         | --           |                                                                         |
| 2024/25 | Serie D           | IV     | 2         | --           |                                                                         |

## Bekende (ex-)spelers
- Alfredo Aglietti
- Nicola Amoruso
- Gabriele Angella
- Rolando Bianchi
- Erjon Bogdani
- Giancarlo Camolese
- Kyle Lafferty
- Julio César de León
- Alessandro Lucarelli
- Shunsuke Nakamura
- Carlos Paredes
- Ivan Pelizzoli
- Simone Perrotta
- Andrea Pirlo
- Christian Stuani
- Jorge Vargas
- Martin Jiránek